# Delta Spirit
Delta Spirit — музыкальный коллектив из Сан-Диего, штат Калифорния. Он появился в 2005 году и к настоящему времени выпустил три студийных работы. В состав входят Джон Джеймсон (бас-гитара), Брэндон Янг (перкуссия), Мэттью Васкес (вокал, гитара), Келли Винрих (мультиинструменталист) и Уилл Макларен (гитара).

## История
В 2005 году Джон Джеймсон и Брэндон Янг, которые играли друг с другом во многих группах, решили объединиться со своим новым другом Шоном Уокером. К ним присоединился вокалист Мэттью Васкес; Янг познакомился с ним на улице, когда тот, сидя на скамейке, исполнял песню. Музыканты наняли Келли Винриха в качестве продюсера, но в течение первого года он вошёл в состав группы. Её название появилось благодаря магазину Delta Spirit Taxidermy Station of North Central Alabama, которым управлял двоюродный дед Джеймсона. Группа выпустила дебютный мини-альбом I Think I’ve Found It на Monarchy Music в 2006 году, после чего гастролировала с Cold War Kids, Clap Your Hands Say Yeah и Dr. Dog.
Группа сочинила и записала первый долгоиграющий альбом Ode to Sunshine в домике в горах Сан-Диего. Во время записи в качестве инструмента использовался мусорный бак, в честь которого была названа песня «Trashcan». 26 августа 2008 года лейбл Rounder Records переиздал альбом в новом оформлении (на обложке был изображён Доктор Томас Пейн, дядя Винриха) и с новой версией композиции «Streetwalker». Второй альбом группы под названием History from Below вышел в июне 2010 года.
Позднее Шон Уокер покинул состав, и на место пришёл гитарист Уилльям Макларен. 13 марта 2012 года Delta Spirit выпустили третий, одноимённый студийный альбом, продюсером которого выступил Крис Коди.
11 сентября 2020 года вышел новый альбом What Is There в жанре инди-рок. В целом альбом получил положительные отзывы (на англоязычном сайте-агрегаторе Metacritic альбом получил 66 баллов на основе 6 отзывов критиков).

## Дискография
- I Think I’ve Found It EP (2006)
- Ode to Sunshine (2008)
- History From Below (2010) США — № 179[5]
- Waits Room EP (2010)
- Delta Spirit (2012) США — № 103[6]
- Into the Wide (2014)[7]
- What Is There (2020)